# Hylte
Hylte är en by i Färgaryds socken, Hylte kommun. Byn är sedan länge indelad i två bydelar: Västra och Östra Hylte.
Två frälsegårdar i "Hyltan" nämns i dokument första gången 1311 i Håkan Knutsson (Sparre)s testamente. Dessa gårdar är de samma som från 1500-talet kan följas i dokument som tillhöriga bland andra Görvel Abrahamsdotter Gyllenstierna, Märta Turesdotter Trolle, Ebba Pedersdotter Brahe, Johan Eriksson Sparre, Ebba Oxenstierna, Henrik Horn af Marienborg och Carl Axelsson Sparre. Storskifte genomfördes i byn 1881 och laga skifte 1828. Före 1828 fanns en såg- och en mjölkvarn vid Nissans fall invid Hylte bygärde, men de flyttades därefter ned till Hylte damm. Kvarnarna ägdes av byborna gemensamt. Husen för gårdarna i östergården låg före skiftet samlade på höjden norr om vägen mot Unnaryd medan Västergårdens låg samlade söder om vägen. Efter skiftet kom gårdarna att spridas ut över ägorna. Från 1907 kom stora delar av Västra Hyltes ägor att upptas av Hyltebruks samhälle. På Västra Hyltes ägor har även legat backstugan Fridlund, Fridhäll, backstugan Fördärvet, Carlstorp/Ågård/Romatorpet, Skräddaretorpet/Rom/Carstorp, backstugan Ålyckan, Torpet Nybygget, Porsatorpet, samt Piparebostället/Kransatorpet/Hylte Västra Soldattorp som fungerade som soldattorp för soldaten nummer 64 vid Södra Västbo kompani, samt Nybygget Hylte Krog. På Östra Hyltes ägor Lindbomstorpet, Torpet Trädgården, Hylteberg, Öster Hage, Skärkullen, Bokar, torpet Planen eller "Mysters", Påvastugan och soldattopret Sundsholm för rote nummer 56 vid Södra Västbo kompani.